# Jozerand
Jozerand (kể từ tháng 6-2009, trước đó mang tên Joserand) là một xã ở tỉnh Puy-de-Dôme trong vùng Auvergne-Rhône-Alpes miền trung nước Pháp.